# Běla Pažoutová
Běla Pažoutová, též Albína Pažoutová, rozená Benedíková (1. prosince 1892, Zábřeh – 5. května 1969, Praha) byla česká a československá politička Československé sociální demokracie, po roce 1948 Komunistické strany Československa a poslankyně Ústavodárného Národního shromáždění a Národního shromáždění ČSR.

## Biografie
Narodila se v rodině Františka Benedíka, stolaře a podruha v Zábřehu, a jeho manželky Anežky, rozené Slivové.
Působila jako učitelka a sociální pracovnice.
Od roku 1929 byla členkou sociální demokracie a byla její krajskou i celostátní funkcionářkou. V parlamentních volbách v roce 1946 byla zvolena poslankyní Ústavodárného Národního shromáždění za ČSSD. V parlamentu setrvala do konce funkčního období, tedy do voleb do Národního shromáždění roku 1948, v nichž byla zvolena do Národního shromáždění za ČSSD ve volebním kraji Zlín. Během únorového převratu v roce 1948 patřila v rámci sociální demokracie k frakci loajální vůči KSČ, která v sociálně demokratické straně převzala moc a v červnu 1948 se sloučila s KSČ. Od června 1948 proto přešla do poslaneckého klubu KSČ. V parlamentu zasedala do konce funkčního období, tedy do voleb do Národního shromáždění roku 1954.
Od roku 1948 byla členkou Krajského výboru KSČ v Gottwaldově. Byla též členkou krajského i ústředního výboru Československého svazu žen, členkou krajského výboru Svazu československo-sovětského přátelství a dalších organizací. Byl jí udělen Řád republiky.
Zemřela v květnu 1969.